# Віндберг
Віндберг (нім. Windberg) — громада в Німеччині, розташована в землі Баварія. Підпорядковується адміністративному округу Нижня Баварія. Входить до складу району Штраубінг-Боген. Складова частина об'єднання громад Гундердорф.
Площа — 7,97 км2. Населення становить 1139 ос. (станом на 31 грудня 2020).

## Галерея

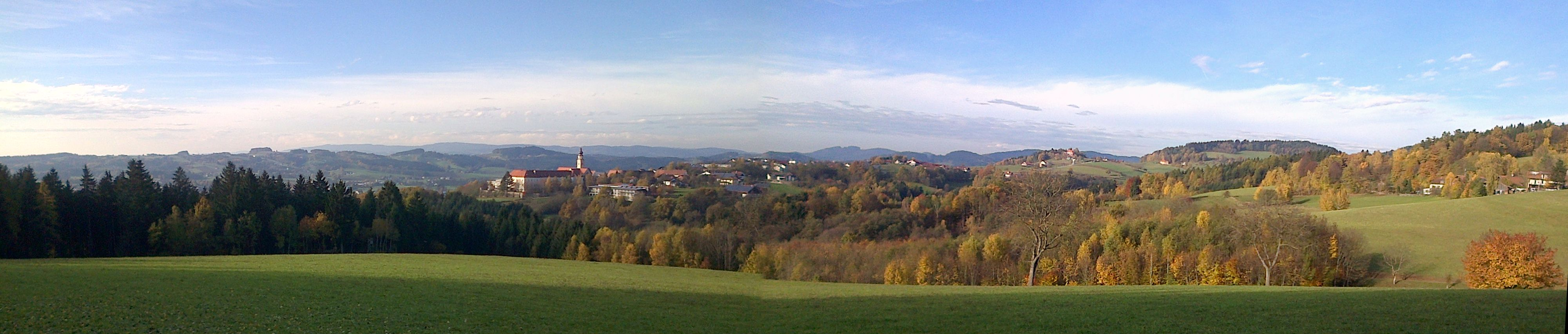
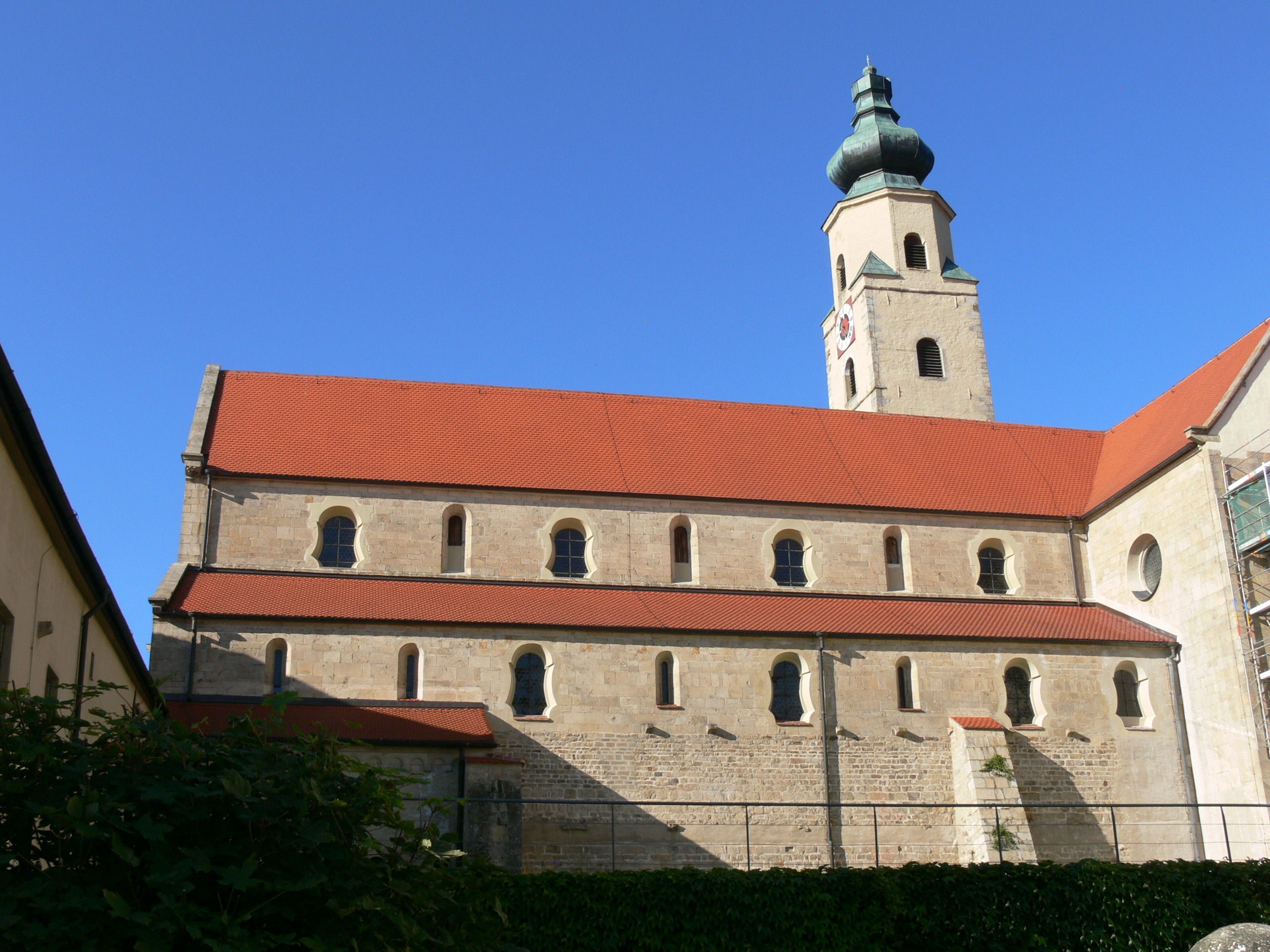